# Synthymia sielmanni
Synthymia sielmanni là một loài bướm đêm trong họ Noctuidae.